# 傑斯特維爾 (馬里蘭州)
傑斯特維爾（英語：Jesterville）是位於美國馬里蘭州威科米科縣的一個普查規定居民點。

## 人口
根據2020年美國人口普查的數據，傑斯特維爾的面積為4.14平方千米，當中陸地面積為4.11平方千米，而水域面積為0.03平方千米。當地共有人口179人，而人口密度為每平方千米43.24人。